# Фемон
Фемо́н (фр. Faymont) — коммуна во Франции, находится в регионе Франш-Конте. Департамент — Верхняя Сона. Входит в состав кантона Виллерсексель. Округ коммуны — Люр.
Код INSEE коммуны — 70229.

## География
Коммуна расположена приблизительно в 350 км к юго-востоку от Парижа, в 60 км северо-восточнее Безансона, в 33 км к востоку от Везуля.
Более половины территории коммуны покрыто лесами.

## Население
Население коммуны на 2010 год составляло 255 человек.
| 1962 | 1968 | 1975 | 1982 | 1990 | 1999 | 2010 |
| ---- | ---- | ---- | ---- | ---- | ---- | ---- |
| 231  | 223  | 231  | 249  | 243  | 245  | 255  |

## Администрация
| Период | Период | Фамилия            | Партия | Примечания |
| ------ | ------ | ------------------ | ------ | ---------- |
| ?      | 2008   | Иван Кускофф       |        |            |
| 2008   | 2014   | Жан-Филипп Хименес |        |            |

## Экономика
В 2010 году среди 152 человек трудоспособного возраста (15—64 лет) 103 были экономически активными, 49 — неактивными (показатель активности — 67,8 %, в 1999 году было 59,4 %). Из 103 активных жителей работали 94 человека (53 мужчины и 41 женщина), безработных было 9 (5 мужчин и 4 женщины). Среди 49 неактивных 10 человек были учениками или студентами, 20 — пенсионерами, 19 были неактивными по другим причинам.